# Jahrbuch z’Rieche
Das Jahrbuch z’Rieche (schweizerdeutsch für Jahrbuch in Riehen) ist das seit 1961 jährlich mit wechselnden Untertiteln erscheinende Jahrbuch der Gemeinde Riehen. Vorbild war das seit 1875 bestehende Basler Stadtbuch. Initiant war der Verleger Theo Schudel; der erste Herausgeber war der Verkehrsverein Riehen. Ziel war es, Alteingesessenen und Zuzügern die Gemeinde Riehen und deren Geschichte näher zu bringen und damit gleichzeitig den Zusammenhalt in der damals stark wachsenden Bevölkerung zu stärken.
Das Jahrbuch z’Rieche umfasst Beiträge zu aktuellen Themen und historische Aufsätze sowie eine nach Bereichen gegliederte Chronik des abgelaufenen Jahres. Zeitweise wurden auch Belletristik und Schüleraufsätze veröffentlicht.
Seit 1989 wird das Jahrbuch von einer von der Gemeinde Riehen getragenen Stiftung herausgegeben. Seit 1996 besteht zwischen Stiftung und Gemeinde eine Leistungsvereinbarung, die regelmässig erneuert wird. Die Stiftung gab 1996 zusätzlich zum Jahrbuch die historische Untersuchung «Fast täglich kamen Flüchtlinge». Riehen und Bettingen – zwei Schweizer Grenzdörfer in der Kriegszeit: Erinnerungen an die Jahre 1933–1948 von Lukrezia Seiler und Jean-Claude Wacker heraus und legte sie später neu auf. Präsident der Stiftung ist seit 2023 René Schanz. Seit 2011 sind die Jahrbücher ohne Bilder und ohne Chronik bis auf die letzten Jahrgänge auch online zugänglich. Das Jahrbuch z’Rieche wird heute vom Friedrich Reinhardt Verlag vertrieben.

## Autoren
Die bekanntesten Autoren des Jahrbuchs sind die Schriftsteller Hermann Hesse (Nachdruck einer frühen Erzählung), Rolf Hochhuth, Urs Widmer, Gabrielle Alioth, Felix Moeschlin, Hermann Schneider, Julius Ammann, René Regenass, Urs Allemann, Eduard Wirz, Rosmarie Tscheer  und Katja Fusek, der Journalist und Krimiautor Franz Osswald, der Schriftsteller und Theologe Huldrych Blanke, die Theologen Jan Milič Lochman, Theophil Schubert und Eduard Thurneysen, der Theologe und Afrikaforscher Hans Werner Debrunner, der Sprachwissenschafter Markus Gasser, die Architekten Wilfried und Katharina Steib und Werner Max Moser, der Theologe, Lokalhistoriker und Politiker Michael Raith, der Architekt, Politiker und Lokalhistoriker Gerhard Kaufmann, die Bildhauerin Bettina Eichin, die Bildhauer Albert Schilling und Fritz Behret, der Maler Karl Theophil Dick, der Fotograf Ludwig Bernauer, der Kirchenmusiker Paul Schaller, die Musikkritiker Hans Ehinger und Paul Schorno, der Lehrer, Heimatkundler und Schöpfer der Schweizer Schulschrift Paul Hulliger, der Mathematiker und Heimatkundler Hans Stohler, der Volkskundler Dominik Wunderlin, der Journalist und Politiker Max Wullschleger, der Journalist, Dichter und Künstler Hans Krattiger, der Politiker, Wirtschaftsführer und Lokalhistoriker Nicolas Jaquet, die Politiker Eugen Keller und Peter Zschokke, der Arzt Hugo Remund, der Biologe Jürgen Gebhard, die Archäologen Guido Helmig, Peter-Andrew Schwarz und Guido Lassau, die Prähistorikerin Elisabeth Schmid, die Kunsthistorikerinnen Dorothea Christ und Helmi Gasser, die Kunsthistoriker Robert Th. Stoll, Hans Lanz, François Maurer, Christian Geelhaar, Lucas Wüthrich, Georg Mörsch, Martin Schwander und Felix Ackermann, die Historikerin Arlette Schnyder,  der Wirtschaftsführer und Historiker Rolf Soiron, der Diplomat und Wirtschaftsführer Victor Hermann Umbricht, die Kunstkritikerin Annemarie Monteil, die Historiker Gustaf Adolf Wanner, Fritz Lehmann, Robert Labhardt, Daniel Hagmann und Stefan Hess, der Anwalt, Politiker, Rechts- und Lokalhistoriker Stefan Suter, der Biologe Heinz Durrer, die Publizisten Hans A. Jenny, Valentin Herzog und Dominik Heitz und die Publizistinnen Daisy Reck und Lukrezia Seiler. Letztere war auch langjährige Redaktorin des Jahrbuchs. Seit 2019 ist der Journalist Rolf Spriessler-Brander für die Redaktion verantwortlich.